# 1980 في إسبانيا
فيما يلي قوائم الأحداث التي وقعت خلال عام 1980 في إسبانيا.

## سياسة

### انتهاء فترة المنصب
- 30 سبتمبر – ميغيل بوير عضو مجلس النواب الإسباني  [لغات أخرى]‏.

## رياضة
- 1 يناير – طواف إسبانيا 1980

## ظهور
- 1 يناير – إسبليندور جيومتريكو

## كتب
من الكتب التي صدرت هذه السنة في إسبانيا:
- 1 يناير – طوارق من تأليف Alberto Vázquez-Figueroa [الإنجليزية]‏.

## مواليد

### يناير
- 5 يناير – تشيما رودريغيز لاعب كرة يد إسباني.
- 5 يناير – سانتياجو فينتورا لاعب كرة مضرب إسباني.
- 7 يناير – ديفيد أرويو درّاج طريق إسباني.
- 9 يناير – فرانسيسكو بافون لاعب كرة قدم إسباني.
- 10 يناير – برنات مارتينيز متسابق دراجات نارية إسباني.
- 12 يناير – روبرتو غارسيا باروندو لاعب كرة يد إسباني.
- 13 يناير – ماريا دي فيوتا
- 14 يناير – باولا تيرادوس سانتشيث سبّاحة إيقاعي إسبانية.
- 21 يناير – تشافييه بونز سائق رالي إسباني.
- 23 يناير – إيناي إكسبوزيتو لاعب كرة قدم إسباني.
- 25 يناير – تشافي هيرنانديز لاعب كرة قدم إسباني.
- 29 يناير – غوستافو سيزار درّاج طريق إسباني.

### فبراير
- 2 فبراير – أوليغر لاعب كرة قدم إسباني.
- 3 فبراير – دافيد سوسا لاعب كرة قدم إسباني.
- 3 فبراير – دايفيد غارسيا لاعب كرة قدم إسباني.
- 4 فبراير – روبرتو غارسيا لاعب كرة قدم إسباني.
- 7 فبراير – إيفان فيلاسكو درّاج طريق إسباني.
- 9 فبراير – دانييلا بلوم
- 12 فبراير – خوان كارلوس فيريرو لاعب كرة مضرب إسباني.
- 17 فبراير – خوان خيسوس غوتيريز لاعب كرة قدم إسباني.
- 27 فبراير – إيفان هيرنانديز لاعب كرة قدم إسباني.
- 29 فبراير – روبين بلازا درّاج طريق إسباني.

### مارس
- 13 مارس – كيرا ميرو ممثلة إسبانية.
- 15 مارس – خافي رويز لاعب كرة قدم إسباني.
- 16 مارس – فيليبي رييس لاعب كرة سلة إسباني.
- 22 مارس – بيغونيا فرنانديز لاعبة كرة يد إسبانية.

### أبريل
- 8 أبريل – ديفيد ماريرو لاعب كرة مضرب إسباني.
- 9 أبريل – آسيير سالسيدو لاعب كرة قدم إسباني.
- 15 أبريل – راؤول لوبيز لاعب كرة سلة إسباني.
- 20 أبريل – بيبي دياث لاعب كرة قدم إسباني.
- 20 أبريل – ديفيد تشيكا متسابق دراجات نارية إسباني.
- 25 أبريل – أليخاندرو بالبيردي درّاج طريق إسباني.
- 25 أبريل – تشيما لاعب كرة قدم إسباني.
- 30 أبريل – تانيا لاماركا لاعبة جمباز إيقاعي إسبانية.

### مايو
- 5 مايو – ألبيرتو لوبو لاعب كرة قدم إسباني.
- 6 مايو – آنا كاراسكوسا لاعبة جودو إسبانية.
- 9 مايو – إستيباليث مارتينث لاعبة جمباز إيقاعي إسبانية.
- 11 مايو – أوسكار لوبيز لاعب كرة قدم إسباني.
- 12 مايو – أنطونيو لوبيز ألفاريز لاعب كرة قدم إسباني.
- 14 مايو – بابلو ألفاريز نونيز لاعب كرة قدم إسباني.
- 16 مايو – مايكل ألونزو لاعب كرة قدم إسباني.
- 16 مايو – نوريا لاجوستيرا فيفس لاعبة كرة مضرب إسبانية.
- 21 مايو – ألبيرتو مانغا لاعب كرة قدم إسباني.
- 25 مايو – ديفيد نافارو لاعب كرة قدم إسباني.
- 28 مايو – سونيا مولانيس مُجدّفة كانوي إسبانية.
- 30 مايو – خوسيه أنخل غوميز مارشنتي درّاج طريق إسباني.

### يونيو
- 4 يونيو – بابلو نيتو متسابق دراجات نارية إسباني.
- 7 يونيو – بيرني رودريغيز لاعب كرة سلة إسباني.
- 10 يونيو – خوان فرانشيسكو مارتينيز موديستو لاعب كرة قدم إسباني.
- 13 يونيو – خوان كارلوس نافارو لاعب كرة سلة إسباني.
- 15 يونيو – مانويل مارتينيز لارا لاعب كرة قدم إسباني.
- 24 يونيو – إغناسيو بيريز لاعب كرة قدم إسباني.

### يوليو
- 4 يوليو – خواكين ألفاريز لاعب كرة قدم إسباني.
- 6 يوليو – باو جاسول لاعب كرة سلة إسباني.
- 16 يوليو – سيرخيو سانتامريا لاعب كرة قدم إسباني.
- 17 يوليو – خافيير كاموناس غاليغو لاعب كرة قدم إسباني.
- 22 يوليو – غايزكا سايزار ليكونا لاعب كرة قدم إسباني.
- 27 يوليو – كارلوس أراندا لاعب كرة قدم إسباني.

### أغسطس
- 5 أغسطس – توني دوبلاس لاعب كرة قدم إسباني.
- 6 أغسطس – خافي سالغادو لاعب كرة سلة إسباني.
- 7 أغسطس – روبين بيريز
- 9 أغسطس – نوريا كابانياس
- 11 أغسطس – ريكي لاعب كرة قدم إسباني.
- 17 أغسطس – دانييل غويزا لاعب كرة قدم إسباني.
- 19 أغسطس – كارلوس غوربيغي لاعب كرة قدم إسباني.
- 24 أغسطس – خافيير باراخا فيغاس لاعب كرة قدم إسباني.
- 30 أغسطس – إيبان زاراندونا لاعب كرة قدم إسباني.

### سبتمبر
- 11 سبتمبر – راؤول غارسيا لوزانو لاعب كرة قدم إسباني.

### أكتوبر
- 1 أكتوبر – برونو سالتور غراو لاعب كرة قدم إسباني.
- 2 أكتوبر – بيدرو باكيرو لاعب كرة قدم إسباني.
- 6 أكتوبر – فيرناندو بيخار لاعب كرة قدم إسباني.
- 13 أكتوبر – غونزالو فرنانديز لاعب كرة قدم إسباني.
- 24 أكتوبر – آنا مونتانيانا لاعبة كرة سلة إسبانية.

### نوفمبر
- 5 نوفمبر – جوردي ترياس لاعب كرة سلة إسباني.
- 6 نوفمبر – أريتز لوبيز غاراي لاعب كرة قدم إسباني.
- 7 نوفمبر – جيرفاسيو ديفير
- 14 نوفمبر – كارلوس كابيزاس لاعب كرة سلة إسباني.
- 26 نوفمبر – ألبرت مونتانيس لاعب كرة مضرب إسباني.

### ديسمبر
- 1 ديسمبر – خافيير مينديبورو لاعب كرة سلة إسباني.
- 1 ديسمبر – راكيل كورال أثنار سبّاحة إيقاعي إسبانية.
- 23 ديسمبر – كويكيلي ليرتكسوندي لاعب كرة قدم إسباني.

## وفيات

### مارس
- 29 مارس – فيسنتي لوبيز كاريل (مواليد 1942) درّاج طريق إسباني.

### مايو
- 25 مايو – فرانثيسكو غويواغا (مواليد 1920)

### يونيو
- 19 يونيو – توركواتو فيرنانديث-ميراندا (مواليد 1915) سياسي إسباني.

### يوليو
- 9 يوليو – خوان لارريا (مواليد 1895) شاعر إسباني.

### أكتوبر
- 20 أكتوبر – خوسيه موغيرزا (مواليد 1911) لاعب كرة قدم إسباني.

### ديسمبر
- 29 ديسمبر – إنيرك راباسا (مواليد 1920) لاعب كرة قدم إسباني.